# Kabupaten Flores Timur
Kabupaten Flores Timur (engelska: East Flores Regency) är ett kabupaten i Indonesien.   Det ligger i provinsen Nusa Tenggara Timur, i den sydöstra delen av landet, 1 800 km öster om huvudstaden Jakarta. Antalet invånare är 232 605. Arean är 1 813 kvadratkilometer.
Terrängen i Kabupaten Flores Timur är huvudsakligen kuperad, men åt sydväst är den bergig.